# Aulacopris
Aulacopris là một chi bọ cánh cứng thuộc họ Scarabaeidae.